# Ingemar Hansson
Hans Arnold Per Ingemar Hansson, född 12 augusti 1951, död 20 augusti 2018, var en svensk nationalekonom och ämbetsman. 
Ingemar Hansson disputerade 1981 vid Lunds universitet, och hade från 1988 en personlig professur där. Åren 1989–1992 var han utredningssekreterare i utredningen om inkomstskattereformen och därefter chef för den skatteekonomiska enheten vid Finansdepartementet. Åren 1992–1999 var han finansråd och chef för ekonomiska avdelningen vid Finansdepartementet och 1999–2006 generaldirektör för Konjunkturinstitutet. Han invaldes 2000 som ledamot av Ingenjörsvetenskapsakademien.
Hansson var från 2 november 2006 till 17 februari 2010 statssekreterare hos Anders Borg på Finansdepartementet med ansvar för skatteområdet.
Den 17 februari 2010 tillträdde Hansson som generaldirektör för Skatteverket. Han uppmärksammades i Uppdrag gransknings dokumentär 2016 om Panamadokumenten, där det framkom att Helena Dyrssen med Hanssons vetskap, hade försökt ringa till deras tidigare kollega Frank Belfrage för att informera om den pågående granskningen. Det framkom även att Skatteverkets ledning hade försökt hemlighålla telefonloggen till Belfrage med hänvisning till pågående utredning. Hansson gav senare uttryck för ånger, då han ansåg att han borde ha stoppat Dyrssen från att försöka ringa Belfrage.
Den 22 februari 2017 framkom det i media, att Hansson har agerat personligt ombud för sin särbo i en fakturatvist. Särbon ska ha bett om hjälp att förlikas i en oenighet om en privat skuld till arkitektfirma som krävde 30 000 kronor för utfört arbete. Dagen efter meddelade finansminister Magdalena Andersson att Hansson skulle lämna sin post som generaldirektör för Skatteverket. Enligt Andersson påverkade inte uppgifterna i media den 22 februari beslutet, som varit planerat tidigare. Hansson kommer att leda Skatteverket till dess att en ny generaldirektör har utsetts. Katrin Westling Palm utsågs som Skatteverkets generaldirektör efter Ingemar Hansson den 5 oktober 2017. 
Ingemar Hansson gick bort i augusti 2018 efter en kort tids sjukdom. Han blev 67 år gammal och är begravd på Lidingö kyrkogård.